# Internazionali di Tennis di Baviera 1979
Gli Internazionali di Tennis di Baviera 1979 sono stati un torneo di tennis giocato sulla terra rossa. È stata la 64ª edizione del torneo, che faceva parte del Colgate-Palmolive Grand Prix 1979. Si è giocato a Monaco di Baviera in Germania, dal 22 al 27 maggio 1979.

## Campioni

### Singolare
Manuel Orantes ha battuto in finale  Wojciech Fibak con il punteggio di 6–3, 6–2, 6–4

### Doppio
Wojciech Fibak /  Tom Okker hanno battuto in finale  Jürgen Fassbender /  Jean-Louis Haillet con il punteggio di 7–6, 7–5